# Varanus bogerti
Varanus bogerti — вид варанів, що живуть на деревах. Батьківщиною виду є Папуа-Нова Гвінея. Вид населяє вторинні низинні тропічні ліси та мангрові ліси. V. bogerti — яйцекладний вид. Вид названо на честь американського герпетолога Чарльза Мітчілла Богерта.